# فاليو سيرا
فاليو سيرا (بالإيطالية: Vaglio Serra)‏ هي بلدة وبلدية في مقاطعة أستي في إقليم بييمونتي في جنوب إيطاليا.

## السكان
في سنة 1861 بلغ عدد السكان 632 نسمة، وتطور العدد ليصل في سنة 2011 لـ 284 نسمة.
يظهر هذا المخطط البياني تطور النمو السكاني لـ فاليو سيرا